# Instituições de Direito Civil
De autoria de Caio Mário da Silva Pereira, as Instituições de Direito Civil são uma coleção em 6 volumes, um clássico dos manuais de direito civil no Brasil. Nessa obra, Caio Mário debruça-se sobre a doutrina alemã, italiana, francesa e sobre a melhor doutrina nacional (Clóvis Beviláqua e outros), e, com um escrita elegante, esclarece as diversas correntes de pensamento e expõe o seu próprio entendimento sobre elas. Publicado pela primeira vez em 1961, sob a égide do Código Civil de 1916 e continuamente desde então, pela Editora Forense.
O título do livro não foi escolhido à toa: remete às Institutas de Gaio, que inspirou tempos depois as Instituições de Justiniano. Ambos manuais para estudantes de direito na Roma Antiga.
A partir de 2003, as Instituições têm sido atualizadas por outros autores, de acordo com o Código Civil de 2002, com base nos manuscritos de Caio Mário para o Projeto do Código Civil de 1975, aprovado pela Câmara dos Deputados em 1984.
No entanto, essas últimas edições não destacaram quais são as alterações feitas por esses autores no texto original. Essa opção editorial poderia ter sido facilmente suprimida, adotando-se ao invés o uso de glosas ou marginálias, recurso tão comum adotado por autores medievais nas obras clássicas, ou através do uso do (RA) (Revisado pelo Atualizador) adotado nas novas edições do Introdução ao direito civil de Orlando Gomes.

## Obra em 6 Volumes

### Volume I - Introdução ao Direito Civil, Teoria Geral de Direito Civil
| Edição      | Ano  | Edição      | Ano  | Edição | Ano  | Edição          | Ano   | Edição          | Ano  | Edição | Ano  |
| ----------- | ---- | ----------- | ---- | ------ | ---- | --------------- | ----- | --------------- | ---- | ------ | ---- |
| 1ª          | 1961 | 5ª, 3ª tir. | 1980 | 11ª    | 1989 | 17ª             | 1995  | 19ª, 3ª-5ª tir. | 1999 | 23ª    | 2009 |
| 2ª          | 1966 | 6ª          | 1982 | 12ª    | 1990 | 18ª, 1ª tir.    | 1995  | 19ª, 6ª-7ª tir. | 2000 |        |      |
| 3ª          | 1971 | 7ª          | 1983 | 13ª    | 1992 | 18ª, 2ª. tir.   | 1996  | 19ª, 8ª-9ª tir. | 2001 |        |      |
| 4ª          | 1974 | 8ª          | 1984 | 14ª    | 1993 | 18ª, 3ª tir.    | 1996? | 20ª (**)        | 2003 |        |      |
| 5ª, 1ª tir. | 1976 | 9ª          | 1985 | 15ª    | 1994 | 18ª, 4ª-5ª tir. | 1997  | 21ª (*)         | 2005 |        |      |
| 5ª, 2ª tir. | 1978 | 10ª         | 1987 | 16ª    | 1994 | 19ª, 1ª-2ª tir. | 1998  | 22ª             | ?    |        |      |
- (*) Atualizador: Maria Celina Bodin de Moraes (Prof. Titular da UERJ e associada da PUC-RJ)
- (**) A partir deste ponto não há certeza sobre o ano de publicação das edições/tiragens.

### Volume II - Teoria Geral das Obrigações
| Edição | Ano  | Edição | Ano  | Edição       | Ano  | Edição          | Ano  | Edição          | Ano  |
| ------ | ---- | ------ | ---- | ------------ | ---- | --------------- | ---- | --------------- | ---- |
| 1ª     | 1962 | 7ª     | 1983 | 13ª          | 1994 | 18ª             | 1999 | 20ª, 2ª-3ª tir. | 2004 |
| 2ª     | 1966 | 8ª     | 1986 | 14ª          | 1994 | 19ª             | 1999 | 20ª, 4ª-5ª tir. | 2005 |
| 3ª     | 1972 | 9ª     | 1989 | 15ª          | 1996 | 19ª, 2ª-4ª tir. | 2000 | 21ª (**)        | 2006 |
| 4ª     | 1976 | 10ª    | 1990 | 16ª          | 1998 | 19ª, 5ª-6ª tir. | 2001 | 21ª, 2ª tir.    | 2007 |
| 5ª     | 1978 | 11ª    | 1992 | 17ª          | 1998 | 19ª, 7ª tir.    | 2002 | 21ª, 3ª-4ª tir. | 2008 |
| 6ª     | 1981 | 12ª    | 1993 | 17ª, 2ª tir. | 1999 | 20ª (*)         | 2003 |                 |      |
- (*) Atualizador: Luiz Roldão de Freitas Gomes (Des. TJ-RJ, Prof. Titular UF Fluminense)
- (**) Atualizador: Guilherme Calmon Nogueira da Gama (Des. Federal do TRF da 2ª Região desde 18.12.2008)

Os dados sobre as edições/tiragens dos volumes abaixo são incertos.

### Volume III - Contratos, Declaração Unilateral de Vontade, Responsabilidade Civil
| Edição | Ano  | Edição          | Ano  | Edição              | Ano  | Edição          | Ano  |
| ------ | ---- | --------------- | ---- | ------------------- | ---- | --------------- | ---- |
| 1ª     | 1963 | 6ª              | 1983 | 10ª, 3ª tir.        | 1996 | 11ª, 3ª tir.    | 2004 |
| 2ª     | 1970 | 7ª              | 1986 | 10ª, 4ª-7ª tir.     | 1997 | 11ª, 4ª tir.    | 2005 |
| 3ª     | 1975 | 8ª              | 1990 | 10ª, 8ª-9ª tir.     | 1998 | 12ª, 1ª-2ª tir. | 2005 |
| 4ª     | 1978 | 9ª              | 1993 | 10ª, 10ª-12ª tir.   | 1999 | 12ª, 3ª-4ª tir. | 2006 |
| 5ª     | 1981 | 10ª, 1ª-2ª tir. | 1995 | 11ª, 1ª-2ª tir. (*) | 2003 | 12ª, 5ª tir.    | 2007 |
- (*) Atualizador: Regis Fichtner (Procurador do Estado do RJ; Sócio do Andrade & Fichtner Advogados)

### Volume IV - Direitos Reais
| Edição | Ano  | Edição | Ano  | Edição          | Ano  | Edição          | Ano  | Edição  | Ano  |
| ------ | ---- | ------ | ---- | --------------- | ---- | --------------- | ---- | ------- | ---- |
| 1ª     | 1970 | 6ª     | 1984 | 11ª             | 1994 | 13ª, 2ª-3ª tir. | 1999 | 17ª     | 2002 |
| 2ª     | 1974 | 7ª     | 1989 | 12ª, 1ª tir.    | 1995 | 14ª, 1ª tir.    | 1999 | 18ª (*) | ?    |
| 3ª     | 1978 | 8ª     | 1990 | 12ª, 2ª tir.    | 1996 | 14ª, 2ª-4ª tir. | 2000 |         |      |
| 4ª     | 1981 | 9ª     | 1992 | 12ª, 2ª-5ª tir. | 1997 | 15ª             | 2001 |         |      |
| 5ª     | 1983 | 10ª    | 1993 | 13ª, 1ª tir.    | 1998 | 16ª             | 2001 |         |      |
- (*) Atualizador: Carlos Edison do Rêgo Monteiro Filho

### Volume V - Direito de Família
| Edição | Ano  | Edição | Ano  | Edição                     | Ano  | Edição        | Ano  |
| ------ | ---- | ------ | ---- | -------------------------- | ---- | ------------- | ---- |
| 1a     | 1972 | 6a     | 1987 | 11a                        | 1996 | 11a, 12ª tir. | 2001 |
| 2a     | 1975 | 7a     | 1991 | 11a, complemento e 2ª tir. | 1997 | 12a           | 2001 |
| 3a     | 1979 | 8a     | 1993 | 11a, 3ª-5ª tir.            | 1998 | 13a           | 2002 |
| 4a     | 1981 | 9a     | 1994 | 11a, 6ª-8ª tir.            | 1999 | 14a (*)       | 2004 |
| 5a     | 1985 | 10a    | 1995 | 11a, 9ª-11ª tir.           | 2000 | 15a           | ?    |
- (*) Atualizador: Tânia da Silva Pereira (filha de CAIO MÁRIO)

### Volume VI - Direito das Sucessões
| Edição | Ano  | Edição | Ano  | Edição            | Ano  | Edição  | Ano  |
| ------ | ---- | ------ | ---- | ----------------- | ---- | ------- | ---- |
| 1a     | 1974 | 6a     | 1991 | 11a               | 1996 | 13a (*) | 2001 |
| 2a     | 1976 | 7a     | 1993 | 11a, 2ª-4ª tir.   | 1997 | 14a     | ?    |
| 3a     | 1980 | 8a     | 1993 | 12a, 1ª e 2ª tir. | 1998 | 15a     | 2004 |
| 4a     | 1982 | 9a     | 1994 | 12a, 3ª-5ª tir.   | 1999 | 16a     | ?    |
| 5a     | 1987 | 10a    | 1996 | 12a, 6ª tir.      | 2000 | 17a     | 2009 |
- (*) Atualizador: Carlos Roberto Barbosa Moreira